# Sesgo de selección
El sesgo de selección es un sesgo estadístico en el que hay un error en la elección de los individuos o grupos a participar en un estudio científico. A veces se le conoce como efecto de selección. El término sesgo de selección se refiere más a menudo a la distorsión de un análisis estadístico, que ocurre como resultado del método de recolección de muestras. Si el sesgo de selección no se tiene en cuenta, todas las conclusiones que salgan de esta pueden estar mal. La muestra no representa la población de estudio. Es frecuente en los estudios de casos y controles, sobre todo en la selección de controles. Solo se puede prevenir en la fase de diseño del estudio.
El sesgo de selección es un error sistemático con un sentido definido y predecible, ya que no depende del azar, sino de una causa definida. Su presencia provoca falta de validez/exactitud interna del estudio, por lo que sus conclusiones son erróneas.

## Clasificación
Hay tres tipos de sesgo de selección:
- Sesgo de inclusión: la probabilidad de que un sujeto se incluya en un estudio está ligada a alguno de los factores a estudiar. Muestreo por azar o sin los criterios a estudiar. Por ejemplo: selección en hospitales de sujetos de estudio de una determinada enfermedad con factores de riesgo ligados al estudio.
- Autoselección: la decisión de participar en relación con el objetivo de estudio. La gente se autoselecciona.
- Pérdidas de pacientes durante el estudio; pueden representar determinadas características condicionantes.